# NGC 3353
NGC 3353 је спирална галаксија у сазвежђу Велики медвед која се налази на NGC листи објеката дубоког неба.
Деклинација објекта је + 55° 57' 35" а ректасцензија 10h 45m 22,2s. Привидна величина (магнитуда) објекта NGC 3353 износи 12,4 а фотографска магнитуда 13,2. Налази се на удаљености од 16,8000 милиона парсека од Сунца. NGC 3353 је још познат и под ознакама UGC 5860, MCG 9-18-22, MK 35, IRAS 10422+5613, CGCG 267-9, HARO 3, PGC 32103.